# Pyroklastische Surge
Den Begriff Surge (engl. surge = Welle, Woge), z. T. korrekter Ground Surge oder Base Surge, verwendet die Sedimentologie und die Vulkanologie als Überbegriff für relativ partikelarme, turbulente, oft auch heiße Ströme eines Gas-(Flüssigkeit)-Partikelgemisches. Es ist jedoch keine Welle, sondern ein Transport- und Ablagerungsprozess in Form eines pyroklastischen Stroms.
Surges entstehen bei vulkanischen Explosionen, Wasserdampf- und Gasexplosionen oder bei Meteoriteneinschlägen. Auch die Explosion einer Atombombe kann eine Surge auslösen, wenn sie im Wasser oder unterirdisch gezündet wurde und die Explosionssäule zur Erdoberfläche durchbricht. Der Begriff Surge bzw. Base Surge wird häufig als Grund- oder Druckwelle ins Deutsche übersetzt. Er hat aber mit einer Druck- oder Detonationswelle nichts zu tun, da es sich nicht um eine kurzzeitige Schwankung des Luftdrucks handelt, sondern um eine sehr rasche Strömung bzw. einen Strom.

## Definition und Terminologie
Eine Surge im sedimentologischen Sinne ist ein sich schnell ausbreitender Dichtestrom eines Gas-(Flüssigkeit)-Partikel-Gemisches mit relativ geringer Partikeldichte (< 1 % bis etwa 0,1 %). Er kann heiß sein (bis ca. 800 °C), aber auch relativ kühl (um 80 °C). Der Anteil an Wassertröpfchen kann verhältnismäßig hoch sein (sogenannte „nasse“ Surges, z. B. bei phreatischen Explosionen) oder sehr gering (z. B. in „trockenen“ pyroklastischen Surges). Die Geschwindigkeit variiert von etwa 100 km/h bis über 1000 km/h. Der Transport der Partikel erfolgt turbulent, und die Geschwindigkeit fluktuiert stark.
Die Bezeichnung für das Phänomen der partikelarmen Dichteströme ist nicht einheitlich in der Literatur. In der älteren Literatur außerhalb der Vulkanologie werden Surges oft als base surges oder ground surges bezeichnet. Bei vulkanischen Explosionen hat sich in der neueren Literatur die Bezeichnung pyroklastische Surge weitgehend durchgesetzt. In der älteren Literatur findet sich aber ebenfalls noch der Begriff base surge oder base surge deposits zur Bezeichnung der Ablagerungen aus phreatomagmatischen Explosionen. In der Vulkanologie überschneiden sich die Definitionen von pyroklastischen Dichteströmen und Surges. Pyroklastische Surges sind also Surges, deren Partikel zu mehr als 75 % aus Pyroklastika bestehen. Aber auch genetische Bezeichnungen finden sich in der Literatur, z. B. werden pyroklastische Surges, die aus detonationsähnlichen vulkanischen Ausbrüchen entstehen, auch „blast surges“ genannt.

## Ursprung des Begriffs
1946 zündete das US-Militär im Bikini-Atoll im Pazifik in 30 Meter Tiefe eine Atombombe (Testreihe Crossroads Baker). Es entstand eine relativ niedrige Explosionssäule aus Wassertröpfchen und Aerosolen. Sie war zu dicht, um hoch aufzusteigen, und kollabierte deshalb rasch. Es entstand ein turbulentes Gas-Wasser-Gemisch, das sich radial mit einer Geschwindigkeit von etwa 100 km/h vom Zentrum der Explosion weg bewegte. Physiker nannten dieses Phänomen base surge. 1962 wurde eine Atombombe in 194 Meter Tiefe in alluvialen Ablagerungen auf dem NTS Atombombentestgelände in Nevada gezündet. Die Explosion schuf einen Krater mit einem Durchmesser von 370 Meter und einer Tiefe von 98 Meter. Nach dem Kollaps der Explosionssäule entstand eine base surge aus Gas (von der Atomexplosion), Staub und Sand. Diese base surge hatte eine Geschwindigkeit von ursprünglich 180 km/h.
1965 brach der Vulkan Taal auf der philippinischen Insel Luzon aus. Der Ausbruch begann zunächst als strombolianische Eruption mit einer glühenden Lavafontäne. Durch einen Bruch im Kraterrand floss dann aber Wasser in den Schlot. Daraufhin änderte sich der Typ der Eruption schlagartig zu phreatomagmatisch. Mehrere pyroklastische Surges bildeten sich und zerstörten die nähere Umgebung. Sie hinterließen geringmächtige Ablagerungen mit Kreuzschichtung und Dünenschichtung. Man erkannte, dass es die Äquivalente der base surges von Atombombenexplosionen waren.
In den späten 1960er Jahren wurde die Entstehung der Maare mit den Surges in Verbindung gebracht, da man sehr ähnliche Ablagerungen an der Basis der Ejekta der Maare gefunden hatte.
Später fand man auch zwischen den eigentlichen Ignimbriten solche Ablagerungen und schloss daraus, dass auch während magmatischer Eruptionen heiße, pyroklastische Surges neben den eigentlichen pyroklastischen Strömen entstehen können. Dies führte dazu, dass manche Forscher die Surges für eine eigene Klasse von Dichteströmen halten.

## Entstehung
Der Begriff Surge wird für Dichteströme verwendet, die eine unterschiedliche Entstehung (auch nicht-vulkanisch) haben können. Dies kann sein:
- Atombombenexplosionen an oder knapp über der Erdoberfläche (oder Atomexplosionen in geringer Tiefe, deren Explosionen an die Erdoberfläche durchbrechen)
- Gas- und (Wasser-)Dampfexplosionen
- Meteoriteneinschläge[2]
- Vulkanexplosionen
- explosive Interaktionen von pyroklastischen Strömen mit Meerwasser beim Eintritt der Ströme ins Meer.[3] Hier entstanden Surges, die wieder auf das Land zurück flossen.

Wahrscheinlich können noch weitere Prozesse Surges produzieren. So entstand beim Einsturz der Türme des World Trade Centers am 11. September 2001 eine Dichtewolke, die durchaus an die base surges bei Atomexplosionen erinnerte.

## Surge-Ablagerungen
Der Begriff Surge bezeichnet eigentlich nur das Transport- und Ablagerungsphänomen, nicht die Ablagerungen selbst. Sie werden korrekt als Surge-Ablagerungen bezeichnet. Allerdings hat sich in vielen Fachpublikationen eingebürgert (wie bei anderen Transport- und Ablagerungsphänomenen auch), die Ablagerungen ebenfalls als Surges zu bezeichnen.
Die Ablagerungen von Surges können im Gelände relativ einfach erkannt werden. Sie bilden relativ dünnbankige, nur Zentimeter- bis Dezimeter-dicke Lagen mit Kreuzschichtung, Kreuzschichtung mit geringen Winkeln, wellige Strukturen und relativ große Dünenstrukturen. Sie sind häufig assoziiert mit planaren Schichten, und manchmal sind nur diese Planarstrukturen vorhanden.
Letztere sind jedoch im Falle von pyroklastischen Surge-Ablagerungen oft schwierig zu interpretieren, da pyroklastische Fallablagerungen sehr ähnliche Strukturen haben können. Große ballistisch transportierte Pyroklasten können diese Schichten durch den Impakt deformieren und bilden Durchbiegestrukturen (sag structures).
Surge-Ablagerungen von Meteoriten-Einschlägen enthalten kleine, sehr charakteristische Kügelchen („spherules“), die als Schmelzprodukte des Einschlags gedeutet werden, und geschockte Quarze.
Siehe auch: Impaktglas, pyroklastische Fließablagerung